# 수정구슬

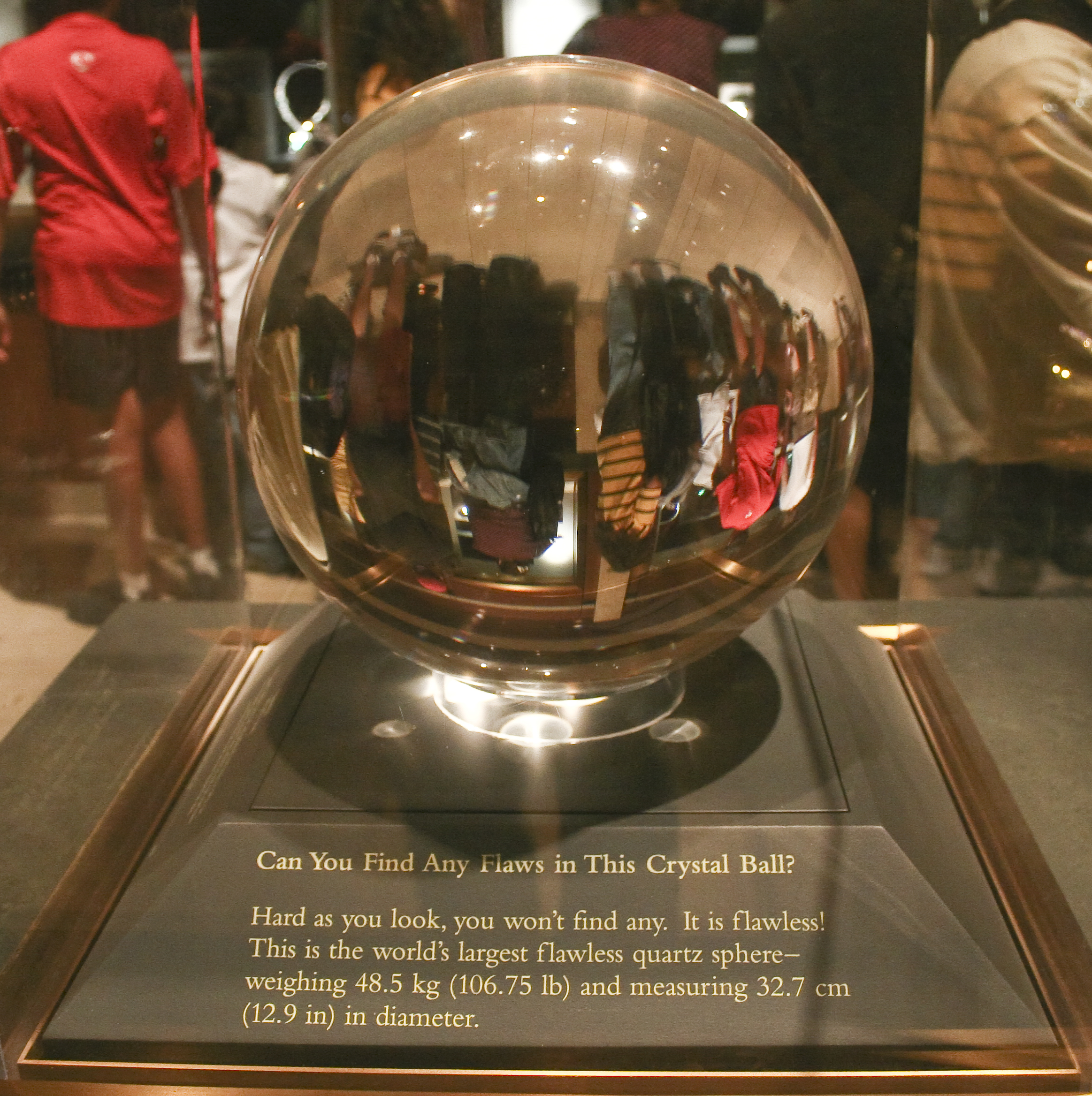
세계 최대의 무색 투명한 수정구슬. 지름 32.7cm, 무게 48.5kg. 미국 국립 자연사 박물관 소장.

수정구슬(crystal ball 또는 orbuculum)은 크리스탈을 공 모양으로 가공한 것으로 흔한 점술도구이다. 일반적으로 색칠된 크리스털이 아닌 무색 투명한 크리스탈이 재료로 꼽힌다.

## 같이 보기
- 수정 해골
- 살바토르 문디 (레오나르도 다 빈치)